# Agonocryptus infuscatus
Agonocryptus infuscatus är en stekelart som beskrevs av Gupta 1982. Agonocryptus infuscatus ingår i släktet Agonocryptus och familjen brokparasitsteklar. Inga underarter finns listade i Catalogue of Life.